# 王超群 (粤剧演员)
王超群（Wong Chiu Kwan，1954年12月13日—），原名王瑞群，香港粵劇演員，以武打北派見稱。

## 簡歷
王超群自1960年代中期，師承男花旦譚珊珊門下，承繼劉永全唱腔。1980年代往星馬一帶巡迴演出，1990年代回港正式成為粵劇正印花旦，以擅演《紮腳劉金定斬四門》及紮腳見稱。她曾演出很多作品包括《紮腳劉金定斬四門》、《紮腳劉金定大破火龍陣》、《李剛三打白孤仙》、《夢蝶情》。曾踏遍英國、美國、澳洲、加拿大等地演出。曾夥拍多位文武生——與文千歲組成千群粵劇團、阮兆輝之鳳求凰劇團、羅家英組成大群英劇團、龍貫天之貫群天劇團、李龍組成永光明劇團及合作過很多文武生包括：吳仟峰、陳劍聲、梁漢威等人。2006年更與越劇表演藝術家史濟華先生結成師徒，鑽研不同類型的性格人物。
1994年八和成立40周年演出傳統功架古老排場PDF （页面存档备份，存于） 前輩羽佳擔演武松的《金蓮戲叔》，當時羽佳的母親周少英（英姐）親自教授飾演潘金蓮的王超群，有關潘金蓮的種種功架，這次亦是羽佳的最後舞台演出。
2011年，王超群獲香港藝術發展局頒發《2010年度香港藝術發展獎》「最佳藝術家」（戲曲）。她從1997年開始擔任香港八和會館理事會委員至今，現時除了繼續參演粵劇，亦會參與相關社區推廣及教育工作。
現參與油麻地戲院之新秀藝術總監及擔任「香港演藝學院」（戲曲）導師。